# Polikarpov ITP
Il Polikarpov ITP (in russo Поликарпов ИТП (Истребитель Тяжелый Пушечный)?) fu un aereo da caccia monomotore, monoplano ad ala bassa, progettato dall'OKB 84 diretto da Nikolaj Nikolaevič Polikarpov, sviluppato in Unione Sovietica nei primi anni quaranta e rimasto allo stadio di prototipo.
Evoluzione del precedente I-185, il suo sviluppo risentì della necessità del trasferimento dell'OKB a Novosibirsk a seguito dell'invasione tedesca che ne rallentò i lavori; l'ultimo prototipo realizzato, non fu in grado di superare in prestazioni i caccia già in linea di produzione con conseguente abbandono del progetto. Fu l'ultimo modello progettato da Polikarpov prima della sua morte.

## Utilizzatori
Unione Sovietica
- Voenno-vozdušnye sily

utilizzato solo per prove comparative.

### Fonti
1. ↑  Gordon 2008.